# Jan Gossaert
Jan Gossaert (asi 1478, Maubeuge – 1. října 1532, Antverpy) byl francouzsky mluvící malíř z Nizozemí známý také jako Jan Mabuse (jméno, které přijal podle svého rodiště) nebo Jennyn van Hennegouwe (Henegavsko), jak si říkal, když imatrikuloval v cechu svatého Lukáše v Antverpách v roce 1503. Byl jedním z prvních malířů nizozemského a vlámského renesančního malířství, kteří navštívili Itálii a Řím, což učinil v letech 1508 až 1509, a hlavní představitel stylu známého jako romanismus, který přinesl prvky italské renesanční malby na sever. Dosáhl slávy přinejmenším v severní Evropě. Maloval náboženská témata, včetně velkých oltářních obrazů, ale také portréty a mytologická témata.
Přinejmenším od roku 1508 byl zřejmě nepřetržitě zaměstnán nebo alespoň udržován u kvazikrálovských mecenášů, většinou členů širšího rodu Habsburků, dědiců Burgundského vévodství rodu Valois. Jednalo se o Filipa Burgundského, Adolfa Burgundského, Kristiána II. Dánského v exilu a nasavskou hraběnku Mencíu de Mendoza, třetí manželku Jindřicha III. Nasavsko-Bredského.
Byl současníkem Albrechta Dürera a o něco mladšího Lucase van Leydena, kterého znal, ale v současné době bývá méně uznávaný než oni. Na rozdíl od nich nebyl grafikem, i když jeho dochované kresby jsou velmi jemné a někteří je preferují před jeho obrazy.

## Život
O jeho raném životě chybí přesné informace. Uvádí se, že se narodil v Henegouwen (Hainaut), Maubeuge na severu Francie nebo též na hradě Duurstede. Mohl též být synem knihvazače Simona Gossarta a vyškolit se v opatství Maubeuge. Od roku 1503 byl registrován jako člen malířského cechu v Antwerpách. V letech 1508–1509 provázel Filipa Burgundského, vyslance Filipa I. Kastilského do Říma. Filip, který byl později jmenován biskupem v Utrechtu, zaměstnával malíře až do své smrti roku 1524. Pro Filipa Burgundského pracoval v Souburgu, kde byl dvorním malířem Jacopo de' Barbari. V letech 1509–1517 byl Gossaert občanem Middelburgu, 1517–1524 pracoval na hradě Duurstede, poté se vrátil do Middelburgu a pracoval jako dvorní malíř nizozemského admirála Adolfa Burgundského.

## Dílo
Jan Gossaert byl současníkem Lucase van Leyden a ovlivnili ho také jeho předchůdci Hans Memling a Rogier van der Weyden. Během pobytu v Římě mohl vidět díla Raphaela a Michelangela. Pro Filipa Burgundského pořídil množství kreseb starověkých ruin a soch (zachovaly se 4 kresby).
Jako jeden z prvních vlámských malířů měl přímou osobní zkušenost s italskou renesancí, ale jeho styl malby to přímo neovlivnilo a zůstal věrný holandské tradici. Scény svých obrazů zasazuje do složitých renesančních architektur a je tak předchůdcem nizozemského romantismu. Na žádost Filipa Burgundského namaloval řadu světských aktů inspirovaných antikou (Neptun a Amphitrite, 1516, Herkules a Deianira, 1517).
Gossaert namaloval množství portrétů, mimo jiné Isabelu Portugalskou (1515) na zakázku císaře Karla V., nebo portréty dětí dánského krále Kristiana II. (1523). Slavný je jeho portrét kancléře Jean Carondeleta z Louvru, kde užil tmavé pozadí a v modelaci obličeje stíny, které vytvářejí dokonale plastický dojem.

### Známá díla

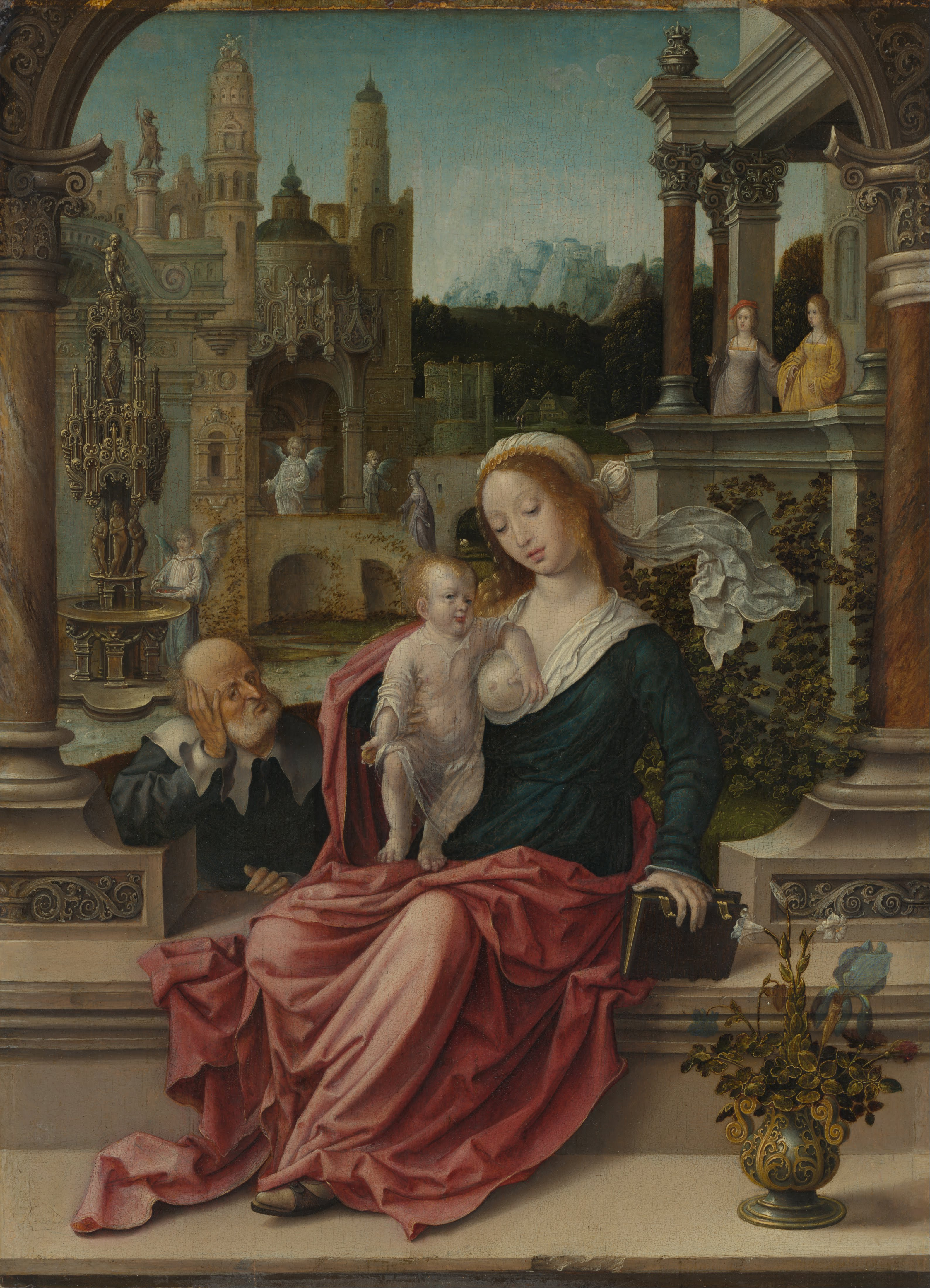
Svatá rodina (1507–1508), Getty Museum
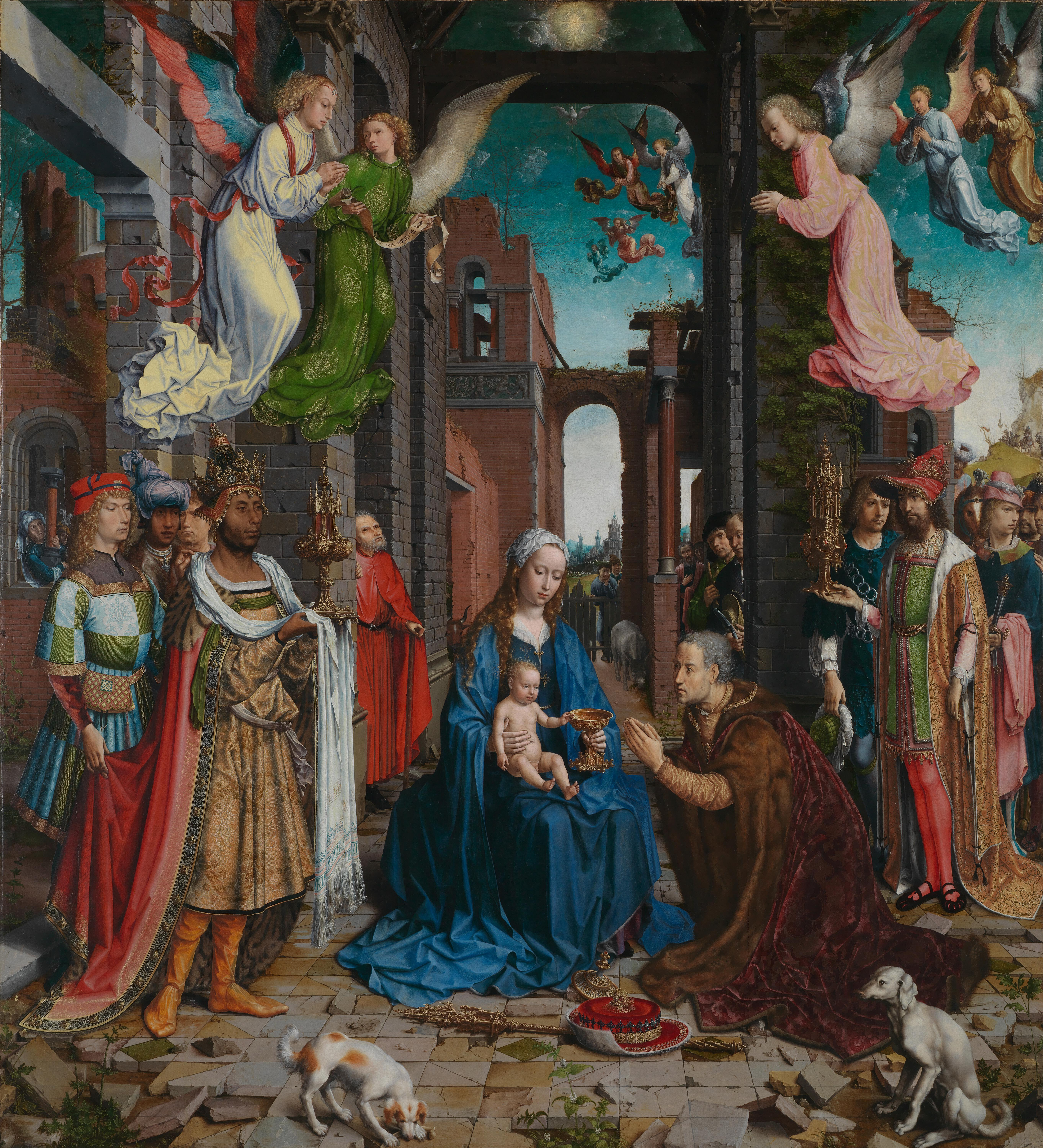
Klanění králů (1510–15), Národní galerie, Londýn
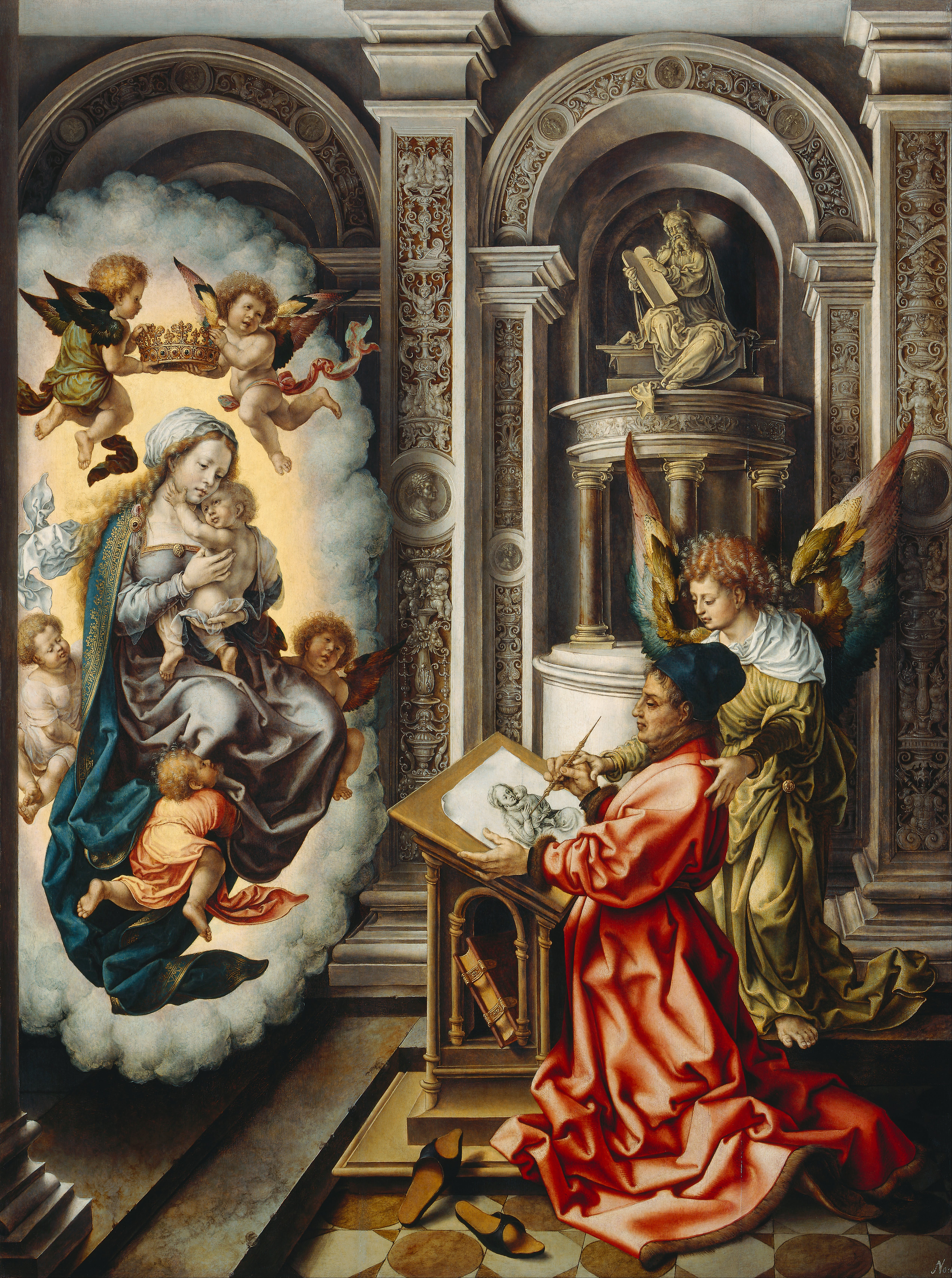
Sv. Lukáš maluje Madonu (1515–1525), Kunsthistorisches Museum, Vídeň
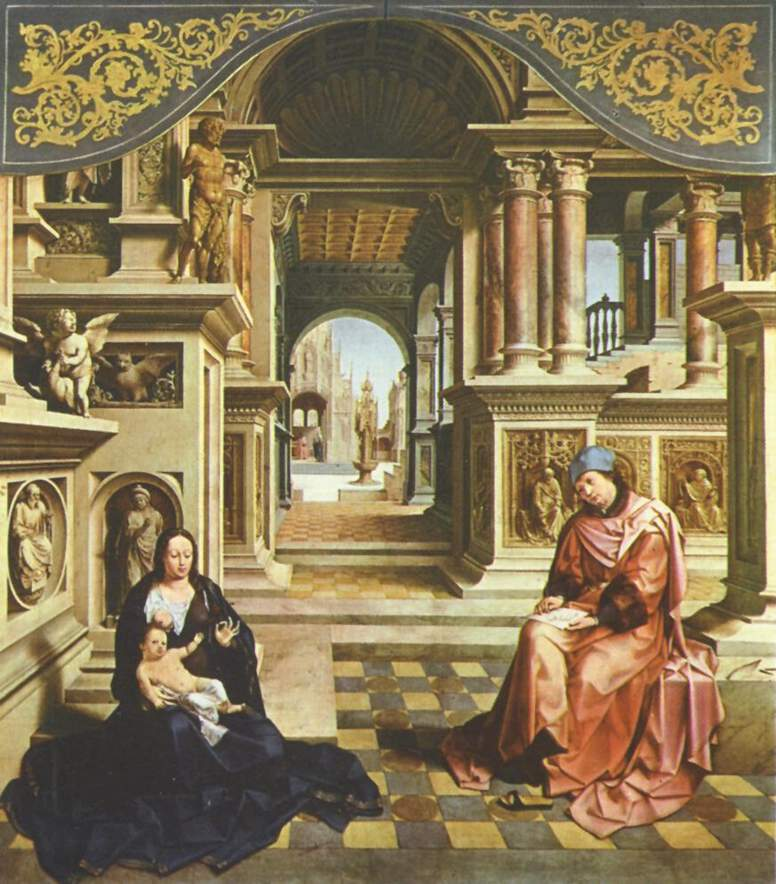
Sv. Lukáš maluje Madonu (1520), Národní galerie v Praze
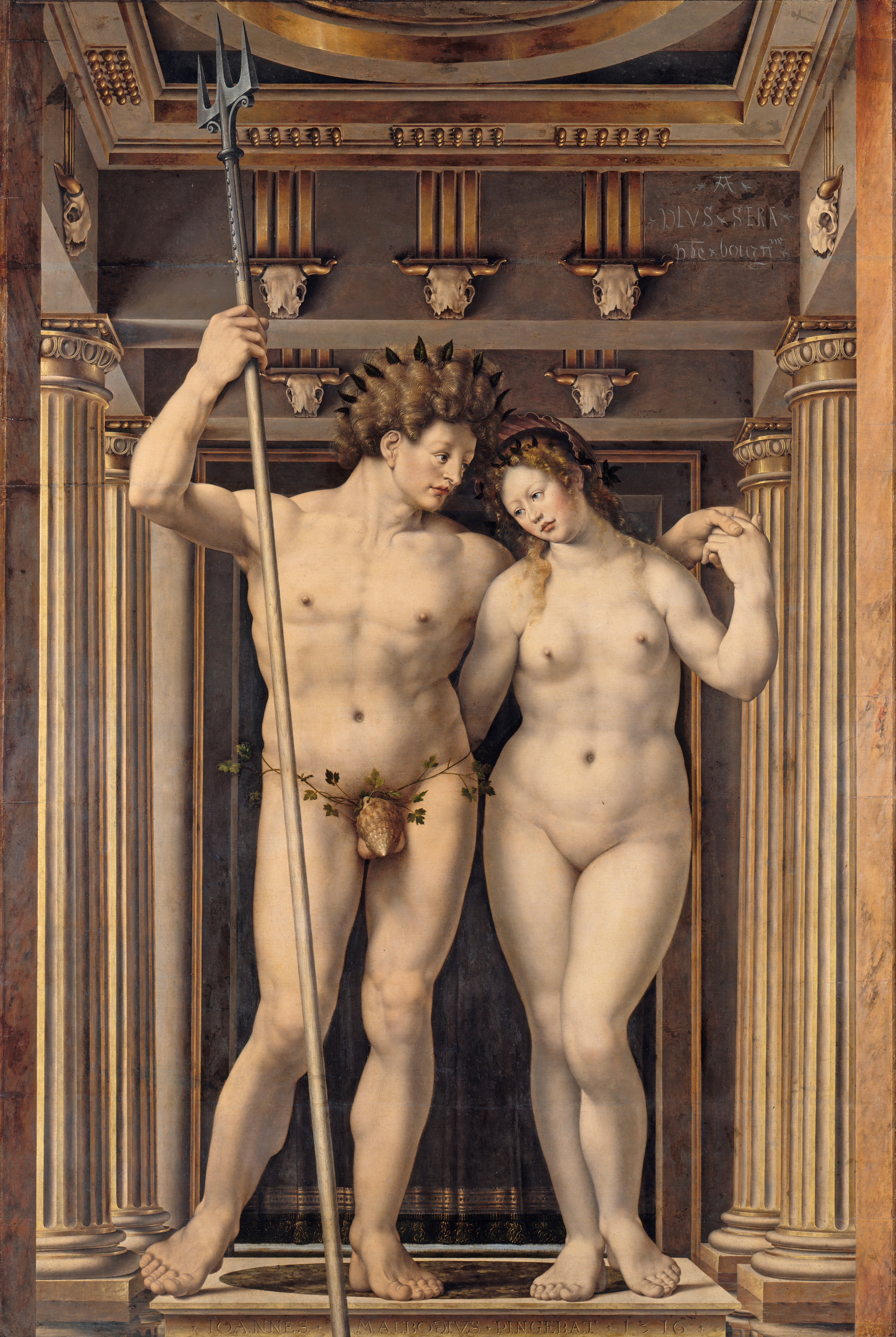
Neptun a Amphitrite (1516)
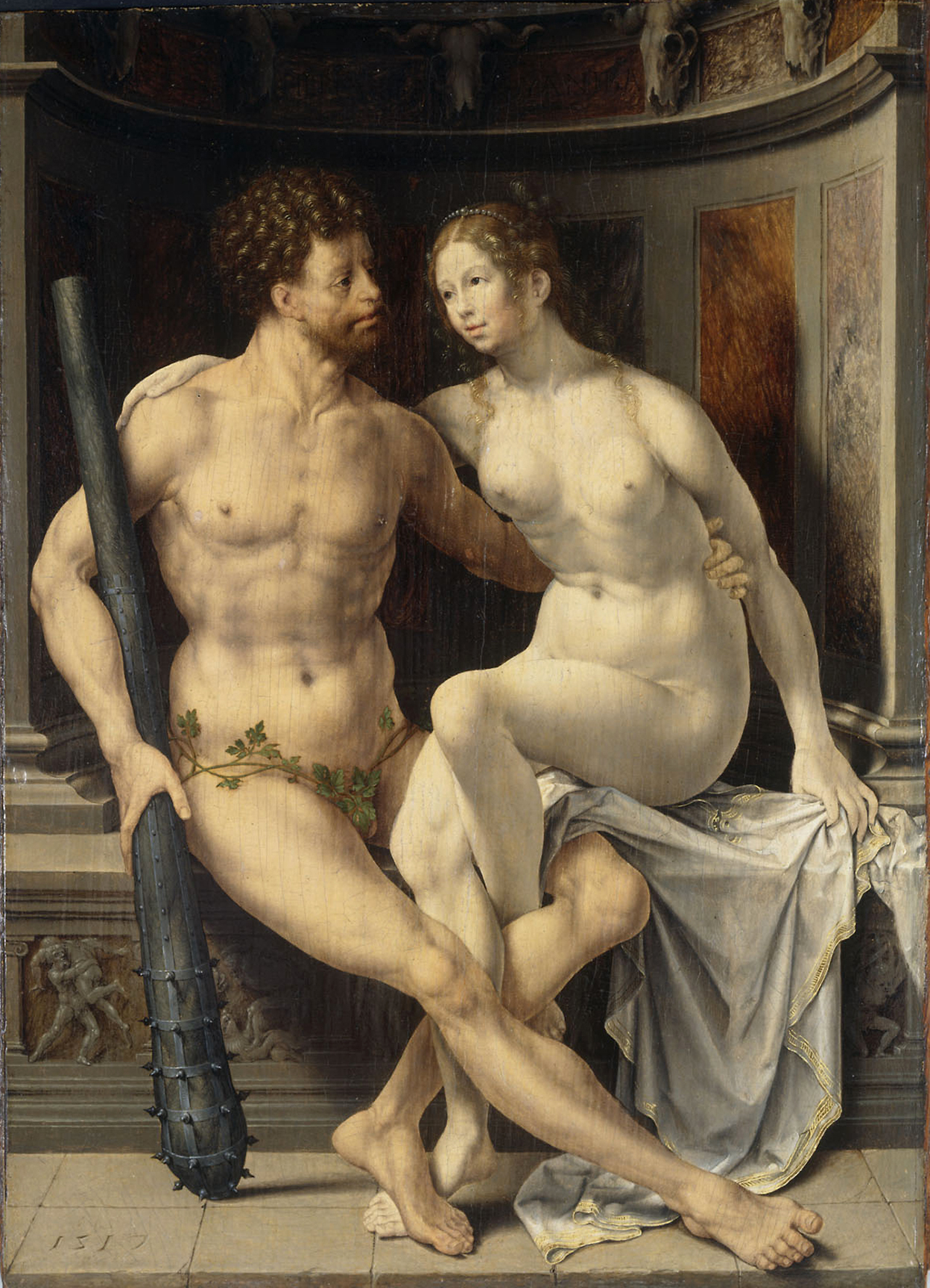
Herkules a Deianira (1517)
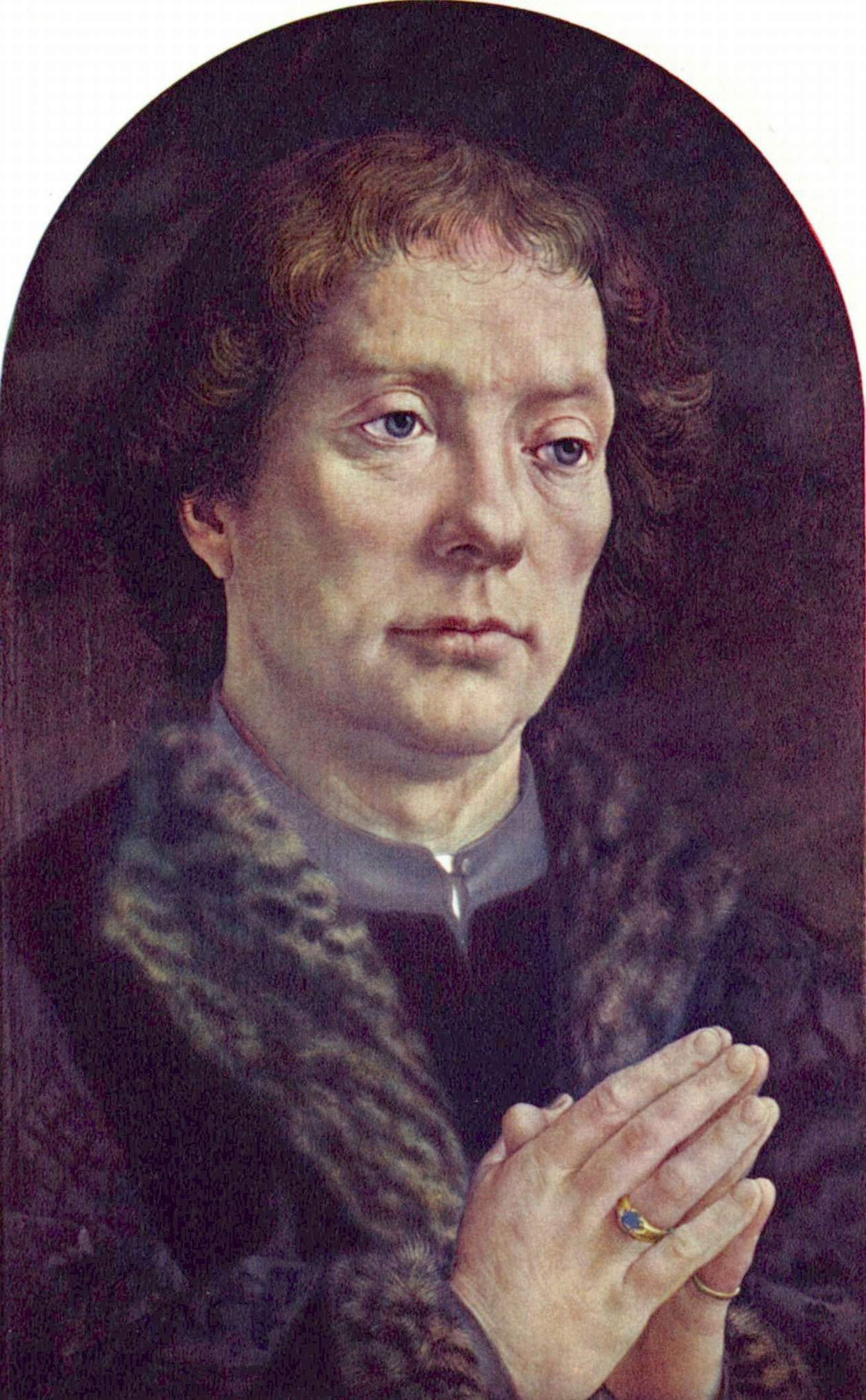
Kancléř Jean Carondelet (1517), Louvre